# Gor la Montagne
Pour les articles homonymes, voir Gor.
Gohili Gôh Mathias, dit Gor la Montagne, est un chanteur et compositeur ivoirien. Il est principalement connu en Côte d'Ivoire pour sa chanson Zimblo, et pour avoir popularisé le genre musical zingblo,,.

## Biographie
Afin de suivre une carrière de danseur, Gor la Montagne part d'Abidjan à 18 ans pour rejoindre la France, accompagné du chanteur Kéké Kassiry.
De retour à Abidjan, il sort en 1990, sous le label Musiki, l'album Danse de rue et son titre qui lui valut la reconnaissance, Zimblo.